# Tipula middendorffi
Tipula middendorffi är en tvåvingeart. Tipula middendorffi ingår i släktet Tipula och familjen storharkrankar.

## Underarter
Arten delas in i följande underarter:
- T. m. middendorffi
- T. m. unicolor